# Aida (Original Broadway Cast Recording)
Aida é um CD que contém a trilha sonora do musical de mesmo nome.

## Faixas
- 1 Every Story Is A Love Story (Act 1), (Amneris)
- 2 Fortune Favors The Brave (Act 1), (Radames And The Soldiers)
- 3 The Past Is Another Land (Act 1), (Aida)
- 4 Another Pyramid (Act 1), (Zoser And The Ministers)
- 5 How I Know You (Act 1), (Mereb And Aida)
- 6 My Stronger Suit (Act 1), (Amneris And Woman Of The Plalce)
- 7 Enchantment Passing Through (Act 1), (Radames And Aida)
- 8 My Stronger Suit (Act 1), (Amneris And Aida), (Reprise)
- 9 Dance Of The Robe (Act 1), (Aida, Nehebka And The Nubians)
- 10 Not Me (Act 1), (Radames, Mereb, Aida And Amneris)
- 11 Elaborate Lives (Act 1), (Radames And Aida)
- 12 The Gods Love Nubia (Act 1), (Aida, Nehebka And The Nubians)
- 13 A Step Too Far (Act 2), (Amneris, Radames And Aida)
- 14 Easy As Life (Act 2), (Aida)
- 15 Like Father, Like Son (Act 2), (Zoser, Radames And The Ministers)
- 16 Radames' Letter (Act 2), (Radames)
- 17 How I Know You (Act 2), (Mereb), (Reprise)
- 18 Written In The Stars (Act 2), (Aida And Radames)
- 19 I Know The Truth (Act 2), (Amneris)
- 20 Elaborate Lives (Act 2), (Aida And Radames), (Reprise)
- 21 Finale[1]